# Путельяс, Алексия
Алексия Путельяс Сегура (исп. Alexia Putellas Segura; род. 4 февраля 1994, Мольет-дель-Вальес) — испанская футболистка. Выступает за «Барселону» и сборную Испании. Двукратная обладательница «Золотого мяча» среди женщин. Лучший бомбардир в истории женской «Барселоны».

## Биография

### Клубная карьера
Пройдя на молодёжном уровне через клубные системы «Сабаделя» и «Барселоны», Алексия Путельяс сформировалась как футболистка в «Эспаньоле», и в его же составе дебютировала во взрослом футболе. В первый же сезон в высшем дивизионе испанского чемпионата Алексия сумела закрепиться в главной команде «Эспаньола» и принять активное участие в борьбе клуба за чемпионство и Кубок Королевы, завершившейся поражениями от «Райо Вальекано» и «Барселоны» соответственно лишь на финальных матчах обоих турниров. Проведя качественный сезон, тем более для дебютантки, Путельяс обратила на себя внимание других испанских клубов. После успешного выступления за каталонский клуб, Путельяс приняла приглашение от «Леванте». Продолжая совершенствовать индивидуальную технику в условиях высокой конкуренции в новой команде, Путельяс, однако, и в сезоне 2011/12 ничего не выиграла и, более того, вынуждена была обнаружить себя в клубе, который, при всех своих амбициях, и претендентом-то на трофеи в актуальный временной период не является. По окончании сезона Алексия покинула Валенсию и в июле 2012 года подписала долгосрочный контракт с клубом, воспитанницей которого являлась, с «Барселоной».
На новом-старом месте Алексия Путельяс стремительно адаптировалась и практически с ходу стала ключевой футболисткой именитой команды. Пошли и титулы: начав с предсезонного Кубка Каталонии, год спустя уже в качестве одной из главных героинь сезона Путельяс праздновала уверенное, с большим преимуществом над соперниками, завоевание и чемпионства, и Кубка Королевы. Финал национального кубка, имевший место 16 июня 2013-го на «Лас Росас» в Мадриде, и вовсе стал сольным представлением в исполнении Алексии. Внеся определяющий вклад в победу над «Сарагосой» (4:0), она выделилась и совершенной техникой, позволившей ей, в частности, в красивом стиле поразить ворота команды соперника, сначала обманув двух футболисток линии защиты, набежавших на перехват с двух сторон, а затем и обыграв вратаря, отправляя мяч в пустые ворота.
Не столь успешно для «Барселоны» шли дела в Лиге чемпионов: 29 сентября 2012 года, в дебютном для Путельяс в рамках данного турнира матче 1/32 финала каталонки крупно уступили «Арсеналу» из Борхэмвуда (0:3), в ответном матче, лишь ухудшив впечатления о себе, пропустили на один мяч больше и, таким образом, покинули турнир. Сезоном спустя «Барселона» продлила своё пребывание в розыгрыше главного клубного трофея Европы до 1/4 финала, но и там была безнадёжно бита, на этот раз совокупными 0:5 от «Вольфсбурга». В то же время в национальной лиге команда защитила чемпионский титул, снова, как и двумя сезонами ранее, обыграв в решающем матче «Атлетик Бильбао».

### Карьера в сборной
24 октября 2009 года Алексия Путельяс дебютировала в сборной до 17 лет, приняв участие в матче квалификационного этапа Чемпионата Европы против сборной Сербии (2:2). 6 сентября 2010 года впервые в рамках официальных турниров отличилась за сборную, забив победный мяч в игре групповой стадии Чемпионата мира до 17 лет против команды Японии (4:1). На этом турнире, проведённом в пределах Тринидада и Тобаго, испанская команда финишировала на третьем месте, уступив в полуфинале Южной Корее (1:2), но завоевав бронзу в матче с кореянками из КНДР (1:0).
На триумфальном для испанок Чемпионате Европы 2010 Путельяс в компенсированное к первому тайму время в матче против датчанок (5:1) отличилась голом, ставшим третьим для её команды. 28 июля 2011 года, в полуфинале следующего европейского первенства в этой же возрастной категории, Алексия отправила два мяча в ворота сборной Исландии (4:0). Достаточно легко пройдя по турнирной сетке вплоть до финала, 31 июля испанки с большим трудом одолели француженок (1:0), и Путельяс с одноклубницами второй год и турнир подряд стала чемпионкой Европы. На финальный матч Чемпионата Европы до 19 лет против Швеции, закончившийся победой последней в овертайме, Алексия выводила свою команду в качестве капитана.
Дебют Путельяс в первой сборной пришёлся на второй тайм товарищеского матча против сборной Дании (2:2), состоявшегося в Вайле 29 июня 2013 года. На следующий день главный тренер сборной Игнасио Кереда назвал Алексию в числе 23 футболисток, попавших в финальную заявку команды на стартующий в Швеции уже 10 июля Чемпионат Европы, на групповой стадии которого испанок ожидали Франция, Россия и Англия. Первый же матч с англичанками стал украшением всего турнира: когда командам, обменявшимся голами сперва в начале встречи, на 5-й, когда счёт открыла Вероника Бокете, и 8-й минутах, а затем в конце, на 86-й, когда «Ла Роха» усилиями Дженнифер Эрмосо вновь вырвалась вперёд, и 89-й, оставалось играть считанные секунды компенсированного времени, исход драматичного поединка решила дебютантка взрослых турниров, вышедшая на замену на 73-й минуте Алексия Путельяс, поразившая ворота Кэтрин Бардсли после навеса в исполнении Адрианы Мартин. Гол на 94-й минуте принёс испанской сборной историческую, первую после 16-летнего простоя победу в рамках европейских первенств.

Даже в мечтах я не могла представить, что мне удастся сотворить подобное. Для Испании это первый чемпионат Европы за 16 лет паузы, а для меня - дебют на Евро. Я выхожу со скамейки за 20 минут до конца и забиваю третий гол! У меня нет слов описать собственные эмоции.— Алексия Путельяс
В следующий матчах сборная Испании уступила француженкам (0:1) и сыграла вничью с россиянками (1:1), добившись тем самым выхода в плей-офф, но в первом же раунде, в 1/4 финала уступила норвежкам (1:3). Если во всех трёх играх групповой стадии Путельяс неизменно выходила на поле в качестве игрока замены, появляясь между 68-й и 78-й минутами и каждый раз сменяя играющую в нападении Сонью Бермудес, то на четвертьфинальный поединок вышла в старте и отыграла до финального свистка.

## Статистика выступлений

### Клубная статистика
| Клуб             | Сезон            | Лига | Лига | Кубок | Кубок | Лига чемпионов | Лига чемпионов | Суперкубок Испании | Суперкубок Испании | Кубок Каталонии | Кубок Каталонии | Итого | Итого |
| Клуб             | Сезон            | Игры | Голы | Игры  | Голы  | Игры           | Голы           | Игры               | Голы               | Игры            | Голы            | Игры  | Голы  |
| ---------------- | ---------------- | ---- | ---- | ----- | ----- | -------------- | -------------- | ------------------ | ------------------ | --------------- | --------------- | ----- | ----- |
| Эспаньол         | 2009/10          | 1    | 0    | 1     | 0     | -              | -              | -                  | -                  | -               | -               | 2     | 0     |
| Эспаньол         | 2010/11          | 24   | 3    | 4     | 1     | -              | -              | -                  | -                  | -               | -               | 28    | 4     |
| Эспаньол         | Итого            | 25   | 3    | 5     | 1     | 0              | 0              | 0                  | 0                  | 0               | 0               | 30    | 4     |
| Леванте          | 2011/12          | 34   | 15   | -     | -     | -              | -              | -                  | -                  | -               | -               | 34    | 15    |
| Леванте          | Итого            | 34   | 15   | 0     | 0     | 0              | 0              | 0                  | 0                  | 0               | 0               | 34    | 15    |
| Барселона        | 2012/13          | 30   | 12   | 5     | 1     | 2              | 0              | -                  | -                  | 2               | 0               | 39    | 13    |
| Барселона        | 2013/14          | 30   | 8    | 5     | 3     | 6              | 0              | -                  | -                  | 2               | 1               | 43    | 12    |
| Барселона        | 2014/15          | 26   | 6    | 2     | 0     | 4              | 1              | -                  | -                  | 2               | 1               | 34    | 8     |
| Барселона        | 2015/16          | 29   | 18   | 3     | 2     | 5              | 0              | -                  | -                  | 2               | 0               | 39    | 20    |
| Барселона        | 2016/17          | 28   | 10   | 3     | 1     | 8              | 0              | -                  | -                  | 2               | 4               | 41    | 15    |
| Барселона        | 2017/18          | 29   | 10   | 4     | 2     | 4              | 1              | -                  | -                  | 2               | 0               | 39    | 13    |
| Барселона        | 2018/19          | 28   | 17   | 3     | 1     | 8              | 1              | -                  | -                  | 0               | 0               | 39    | 19    |
| Барселона        | 2019/20          | 20   | 10   | 1     | 0     | 6              | 3              | 2                  | 2                  | 2               | 2               | 31    | 17    |
| Барселона        | 2020/21          | 31   | 18   | 5     | 6     | 9              | 2              | 1                  | 1                  | -               | -               | 46    | 27    |
| Барселона        | 2021/22          | 26   | 18   | 4     | 4     | 10             | 11             | 2                  | 1                  | -               | -               | 42    | 34    |
| Барселона        | 2022/23          | 5    | 1    | 0     | 0     | 1              | 0              | 0                  | 0                  | -               | -               | 6     | 1     |
| Барселона        | 2023/24          | 19   | 8    | 2     | 0     | 6              | 3              | 0                  | 0                  | -               | -               | 27    | 11    |
| Барселона        | 2024/25          | 24   | 16   | 3     | 2     | 10             | 3              | 2                  | 1                  | -               | -               | 39    | 22    |
| Барселона        | Итого            | 325  | 152  | 40    | 22    | 79             | 25             | 7                  | 5                  | 14              | 8               | 465   | 212   |
| Всего за карьеру | Всего за карьеру | 384  | 170  | 45    | 23    | 79             | 25             | 7                  | 5                  | 14              | 8               | 529   | 231   |

### Международная статистика
| Сборная          | Год              | Отборочные матчи ЧМ | Отборочные матчи ЧМ | Финальные матчи ЧМ | Финальные матчи ЧМ | Отборочные матчи ЧЕ | Отборочные матчи ЧЕ | Финальные матчи ЧЕ | Финальные матчи ЧЕ | Олимпийские игры | Олимпийские игры | Лига наций УЕФА | Лига наций УЕФА | Товарищеские матчи | Товарищеские матчи | Итого | Итого |
| Сборная          | Год              | Игры                | Голы                | Игры               | Голы               | Игры                | Голы                | Игры               | Голы               | Игры             | Голы             | Игры            | Голы            | Игры               | Голы               | Игры  | Голы  |
| ---------------- | ---------------- | ------------------- | ------------------- | ------------------ | ------------------ | ------------------- | ------------------- | ------------------ | ------------------ | ---------------- | ---------------- | --------------- | --------------- | ------------------ | ------------------ | ----- | ----- |
| Испания          | 2013             | —                   | —                   | —                  | —                  | —                   | —                   | 4                  | 1                  | —                | —                | —               | —               | —                  | —                  | 0     | 0     |
| Испания          | 2014             | —                   | —                   | —                  | —                  | —                   | —                   | —                  | —                  | —                | —                | —               | —               | —                  | —                  | 0     | 0     |
| Испания          | 2015             | —                   | —                   | 3                  | 0                  | —                   | —                   | —                  | —                  | —                | —                | —               | —               | —                  | —                  | 0     | 0     |
| Испания          | 2016             | —                   | —                   | —                  | —                  | —                   | —                   | —                  | —                  | —                | —                | —               | —               | —                  | —                  | 0     | 0     |
| Испания          | 2017             | —                   | —                   | —                  | —                  | —                   | —                   | 4                  | 0                  | —                | —                | —               | —               | —                  | —                  | 0     | 0     |
| Испания          | 2018             | —                   | —                   | —                  | —                  | —                   | —                   | —                  | —                  | —                | —                | —               | —               | —                  | —                  | 0     | 0     |
| Испания          | 2019             | —                   | —                   | 4                  | 0                  | —                   | —                   | —                  | —                  | —                | —                | —               | —               | —                  | —                  | 0     | 0     |
| Испания          | 2020             | —                   | —                   | —                  | —                  | —                   | —                   | —                  | —                  | —                | —                | —               | —               | —                  | —                  | 0     | 0     |
| Испания          | 2021             | 5                   | 4                   | —                  | —                  | —                   | —                   | —                  | —                  | —                | —                | —               | —               | —                  | —                  | 0     | 0     |
| Испания          | 2022             | 1                   | 0                   | —                  | —                  | —                   | —                   | —                  | —                  | —                | —                | —               | —               | —                  | —                  | 0     | 0     |
| Испания          | 2023             | —                   | —                   | 7                  | 0                  | —                   | —                   | —                  | —                  | —                | —                | 4               | 2               | —                  | —                  | 0     | 0     |
| Испания          | 2024             | —                   | —                   | —                  | —                  | 6                   | 0                   | —                  | —                  | 6                | 2                | 0               | 0               | —                  | —                  | 0     | 0     |
| Испания          | 2025             | —                   | —                   | —                  | —                  | —                   | —                   | —                  | —                  | —                | —                | 4               | 2               | —                  | —                  | 0     | 0     |
| Всего за карьеру | Всего за карьеру | 0                   | 0                   | 14                 | 0                  | 0                   | 0                   | 8                  | 1                  | 6                | 2                | 8               | 2               | 0                  | 0                  | 0     | 0     |

## Достижения

### Командные

#### «Эспаньол»
- Обладательница Кубка Испании: 2010
- Обладательница Кубка Каталонии: 2008

«Барселона»
- Чемпионка Испании (9): 2012/13, 2013/14, 2014/15, 2019/20, 2020/21, 2021/22, 2022/23, 2023/24, 2024/25
- Обладательница Кубка Испании (9): 2013, 2014, 2017, 2018, 2019/20, 2020/21, 2021/22, 2023/24, 2024/25
- Победительница Лиги чемпионов УЕФА (3): 2020/21, 2022/23, 2023/24
- Обладательница Суперкубка Испании (3): 2019/20, 2021/22, 2024/25
- Обладательница Кубка Каталонии (7): 2012, 2014, 2015, 2016, 2017, 2018, 2019

Итого: 33 трофея
Сборная Испании
- Чемпионка мира: 2023
- Победительница Женской лиги нации УЕФА: 2023/24
- Чемпионка Европы U-17 (2): 2010, 2011
- Обладательница Кубка Алгарви: 2017
- Серебряный призёр Чемпионата Европы U-19: 2012
- Бронзовый призёр Чемпионата мира U-17: 2010

### Личные
- Обладательница «Золотого мяча» по версии France Football (2): 2021, 2022
- Лучшая футболистка года по версии FIFA: 2021, 2022
- Лучшая футболистка года по версии Globe Soccer Awards: 2021
- Лучшая футболистка Кубка Королевы: 2012/13
- Член символической сборной сезона Лиги чемпионов УЕФА (2): 2018/19, 2020/21[8]